# Municipio de Grantham
El municipio de Grantham (en inglés: Grantham Township) es un municipio ubicado en el  condado de Wayne en el estado estadounidense de Carolina del Norte. En el año 2010 tenía una población de 4.264 habitantes.

## Geografía
El municipio de Grantham se encuentra ubicado en las coordenadas 
35°16′59.59″N 78°11′45.98″O / 35.2832194, -78.1961056.